# Arte Re:

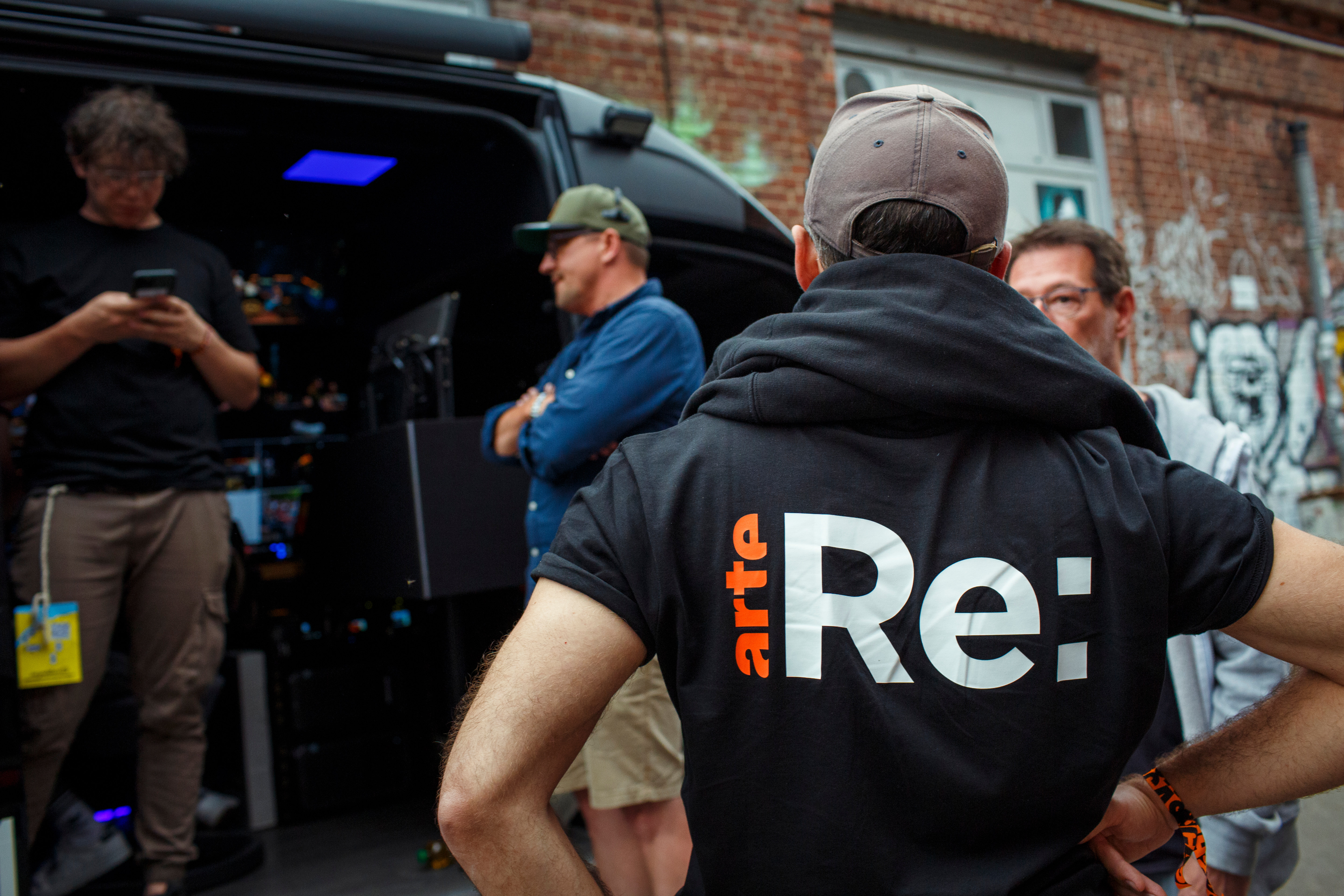
Arte Re: auf der Medienkonferenz Re:publica 2023

Arte Re: (alternativer Titel: Seite 3, französischer Titel: Arte Regards) ist eine Dokumentationssendung des deutsch-französischen Fernsehsenders Arte. Sie wird seit dem 13. März 2017 werktäglich um 19:40 Uhr ausgestrahlt. Die etwa 30 bis 33 Minuten langen Sendungen beschäftigen sich mit Themen aus allen Bereichen in ganz Europa. Die Filme werden von Arte in Co-Produktion mit den Sendern der ARD, dem ZDF und verschiedenen Produktionsgesellschaften hergestellt. Einzelne Sendungen laufen u. a. auch im ZDF in der Sendereihe plan b, im hr-fernsehen unter der Bezeichnung hessenreporter, in einer 45-minütigen Version im BR Fernsehen unter dem Titel DokThema sowie als Nahaufnahme auf DW-TV sowie auf tagesschau24.